# Ellen J. Kullman
Ellen J. Kullman (nascida em 22 de janeiro de 1956) é uma executiva de negócios dos Estados Unidos. Desde novembro de 2019, ela é a CEO da Carbon (companhia). Ela foi anteriormente presidente e diretora executiva da EI du Pont de Nemours and Company ("DuPont"), em Wilmington, e é ex-diretora da General Motors. A Forbes a classificou como 31ª das 100 mulheres mais poderosas em 2014. Kullman se aposentou da DuPont em 16 de outubro de 2015.

## Início de vida
Kullman nasceu Ellen Jamison em Wilmington, Delaware, filha mais nova de Joseph e Margaret Jamison. Ela tem dois irmãos mais velhos e uma irmã mais velha. Kullman frequentou a Tower Hill School, em Wilmington, e depois estudou engenharia mecânica na Tufts University, onde recebeu seu diploma de bacharel em 1978. Em 1983, ela recebeu um mestrado em administração pela Kellogg School of Management, da Northwestern University.

## Carreira
Kullman iniciou sua carreira empresarial na General Electric e ingressou na DuPont em 1988, como gerente de marketing no negócio de imagens médicas da empresa. Em seu cargo posterior como vice-presidente executiva, ela foi responsável por quatro das plataformas de negócios da DuPont, bem como por liderar o crescimento da empresa em mercados fora dos EUA.
O conselho de administração da DuPont elegeu Kullman Presidente e diretora da empresa, entrando em vigor em 1º de outubro de 2008, e Chief Executive Officer, entrando em vigor em 1º de janeiro de 2009. Ela foi a décima nona executiva e a primeira mulher a liderar a empresa em seus 212 anos de história. A revista Fortune nomeou Kullman em décimo quinto em sua lista das cinquenta mulheres mais poderosas do mundo em 2008, e em quinto nas listas de 2009 e 2010. Em 2014, ela foi classificada como a 31ª mulher mais poderosa do mundo, e 42ª em 2013. O Wall Street Journal nomeou-a em oitavo lugar em sua lista de 2008 de "Mulheres para Observar".
Kullman foi diretora da General Motors de 2004-2008 e foi eleita para o conselho de administração da Tufts University em 2006.
Em 30 de outubro de 2009, a DuPont anunciou que seu conselho de administração havia eleito Kullman como presidente da empresa em 31 de dezembro de 2009.
Ela foi membro do Comitê Executivo do The Business Council para 2011 - 2013.
Em 6 de junho de 2013, o Conselho Empresarial EUA-China anunciou que Kullman havia sido eleita presidente.
A aposentadoria de Kullman foi anunciada pela DuPont em 5 de outubro de 2015 (a partir de 16 de outubro de 2015) após uma batalha com o investidor ativista Nelson Peltz e a Trian Fund Management, sua empresa de investimentos. Peltz procurou 4 assentos no conselho e argumentou que a DuPont precisava cortar custos e cumprir metas financeiras, mas havia perdido uma votação dos acionistas no início do ano.
Em 14 de outubro de 2016, a Amgen nomeou Kullman para seu Conselho de Administração.
Em 21 de dezembro de 2016, Kullman ingressou no Conselho de Administração do The Goldman Sachs Group, Inc. como conselheira independente.

## Prêmios e honras
Kullman foi premiada como Líder de Negócios do Ano pela Sellinger. Em 2014, ela foi a primeira mulher a receber o Prêmio George Washington Carver por inovação em biotecnologia industrial. Em 2015, Kullman recebeu a Medalha Internacional de Paládio da Société de Chimie Industrielle (Seção Americana), o Prêmio Líder de Engenharia do Ano, o Prêmio de Liberdade Individual Pete du Pont, e a Ordem de Delaware do Primeiro Estado. Ela também é uma destinatária do Mons. Prêmio Thomas J. Reese da Catholic Charities.
Kullman foi eleita membro da Academia Nacional de Engenharia em 2015 por liderança no crescimento e transformação de negócios de uma empresa global de ciência e engenharia.
Em 2020, Kullman foi nomeada um dos 50 melhores CEOs para empresas de pequeno/médio porte pela Comparably.

## Controvérsia
Em outubro de 2019, Kullman respondeu a acusações de que, em seu papel como CEO da DuPont, ela delegou indevidamente os passivos ambientais da DuPont a uma empresa derivada, a Chemours. A DuPont incorreu em responsabilidades ambientais como resultado da contaminação da água potável com ácido perfluorooctanóico, um produto químico que é prejudicial aos seres humanos e ao meio ambiente, e é conhecido por ser a causa de várias doenças em humanos e animais, incluindo câncer e defeitos congênitos, e resultou em câncer em 2.507 indivíduos que vivem em Wood County, West Virginia.
Em 26 de março de 2018, a Universidade Tufts, alma mater de Kullman, anunciou que lhe concederia um diploma honorário. Nas semanas que antecederam a formatura, isso foi recebido com indignação em toda a universidade. Durante seu discurso na formatura da Universidade, centenas de estudantes protestaram com cartazes e viraram as costas para ela.

## Vida pessoal
Kullman é casada com Michael Kullman e eles têm três filhos.